# Oscar Levant
Oscar Levant, född den 27 december 1906 i Pittsburgh, Pennsylvania, död den 14 augusti 1972 i Beverly Hills, Los Angeles, Kalifornien, var en amerikansk pianist och filmskådespelare. 
Efter sin musikutbildning filmdebuterade han 1929. Han samarbetade med George Gershwin på 1930-talet och blev känd som uttolkare av dennes musik. Han hade filmroller i bland annat Vi dansar igen! (1949), En amerikan i Paris (1951) och Den stora premiären (1953); därefter gjorde han karriär som humoristisk och neurotisk TV-personlighet.

## Filmografi i urval
- 1929 – The Dance of Life
- 1940 – Tidens melodi
- 1941 – Kiss the Boys Goodbye
- 1945 – Rhapsody in Blue
- 1946 – Humoresque
- 1948 – Som skapt för mej
- 1948 – På kryss till Rio
- 1949 – Vi dansar igen!
- 1951 – En amerikan i Paris
- 1952 – Livets glada karusell
- 1953 – Vild och galen
- 1953 – Den stora premiären
- 1955 – Spindelnätet